# Komora rękawicowa

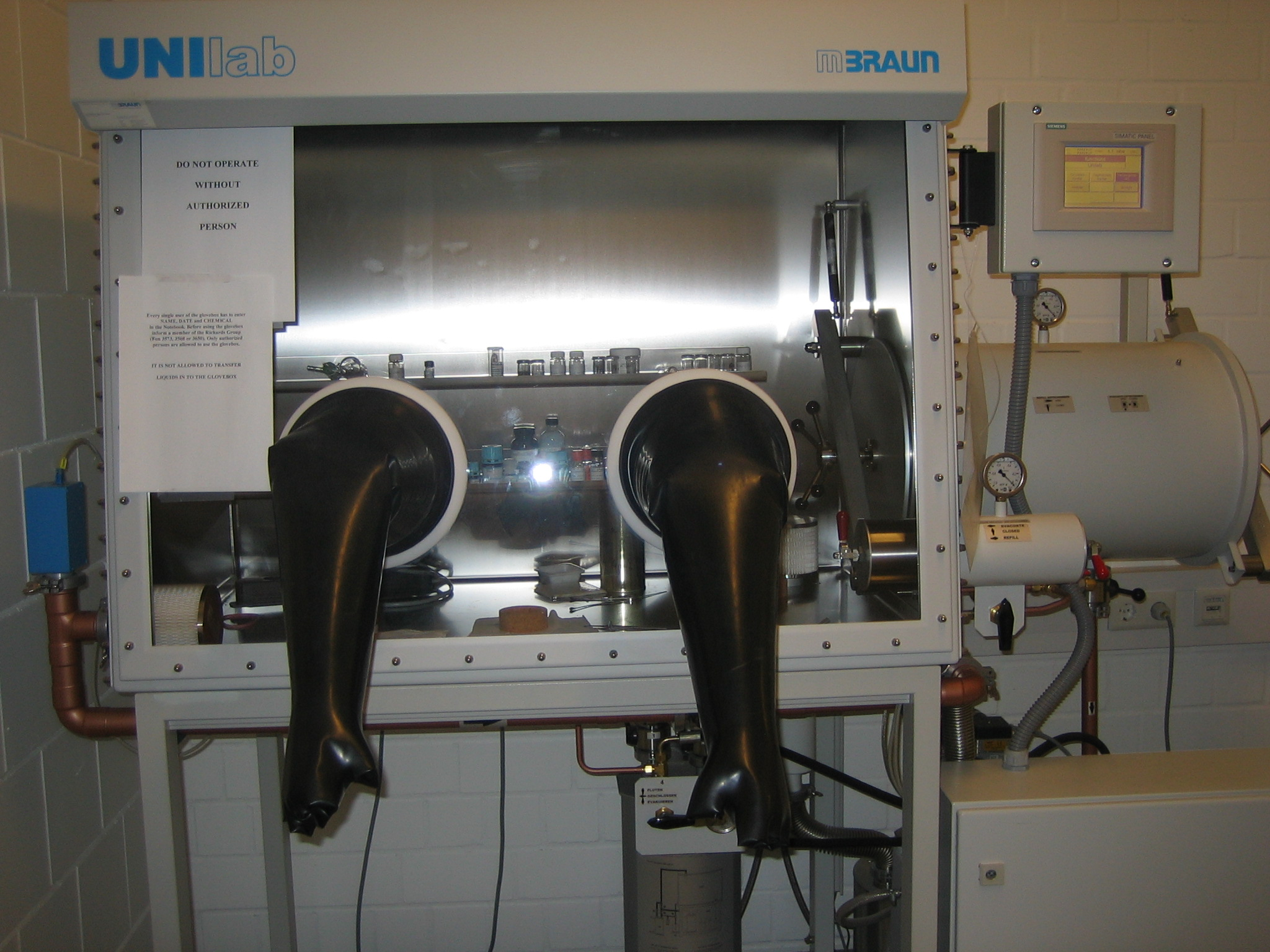
Przykładowa komora rękawicowa

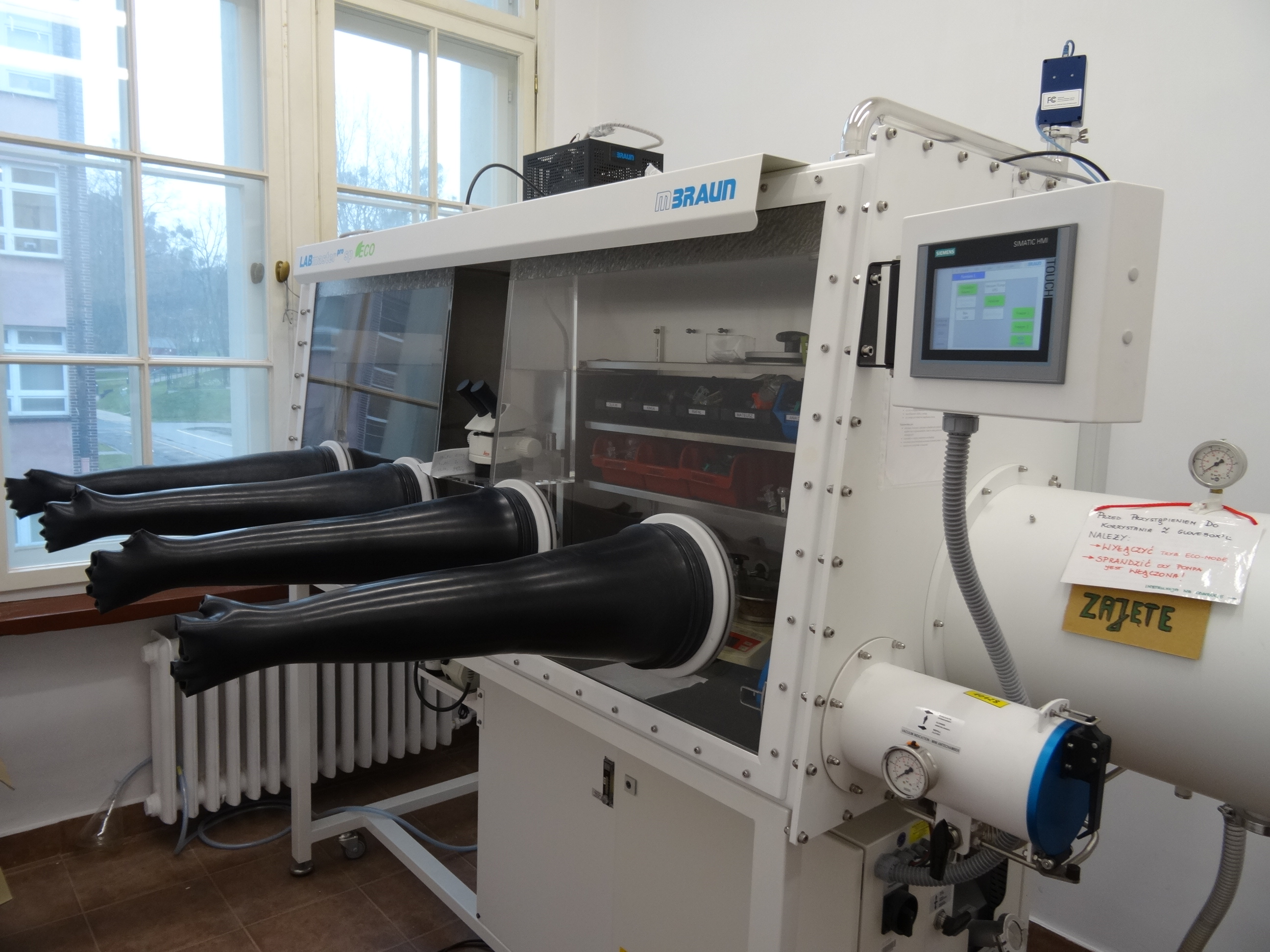
Komora rękawicowa wyposażona w mikroskop

Komora rękawicowa (zwana też dry boxem (dryboxem) lub glove boxem (gloveboxem)) - sprzęt laboratoryjny służący do pracy w kontrolowanej atmosferze. Składa się ze szczelnej komory z przezroczystą ścianą, do której przymocowane są gumowe rękawice. W bocznej ścianie komory znajduje się śluza (częściej dwie śluzy: duża i mała) umożliwiająca transport materiałów do środka komory bez zanieczyszczania atmosfery wewnątrz.
Istnieją dwa rodzaje komór rękawicowych:
- do pracy z substancjami niebezpiecznymi - np: radioaktywnymi lub mogącymi spowodować skażenie chemiczne lub biologiczne
- do pracy z substancjami wrażliwymi na działanie wilgoci lub powietrza (tzw. dry-boxy)

## Komory do pracy z substancjami niebezpiecznymi
W komorach tych występuje zazwyczaj zwykłe powietrze, ale pod nieco mniejszym ciśnieniem niż panujące w pomieszczeniu laboratorium. Ponadto zwykle posiadają one filtry HEPA i czujniki szczelności. Podciśnienie panujące w komorze, w połączeniu z czujnikami szczelności zapobiega przedostaniu się substancji z komory do otoczenia, nawet jeśli dojdzie do chwilowego rozszczelnienia komory, np. w wyniku przebicia rękawicy.

## Dry-box
Dry-box (z ang. dry – suchy; box – skrzynia) to komora, we wnętrzu której znajduje się wysuszony gaz obojętny, np. argon, z niewielką, kilkuprocentową domieszką wodoru, która ma za zadanie wychwycić atomy tlenu zanim te utlenią wrażliwe substancje znajdujące się w komorze. Elektroniczny układ sterujący kontroluje warunki w komorze poprzez sterowanie elektrozaworami łączącymi komorę z pompą próżniową i z butlami z gazem obojętnym. Komory są standardowo wyposażone w czujniki stężenia tlenu i pary wodnej. Dodatkowo mogą być zamontowane czujniki wykrywające obecność innych gazów reaktywnych, np: amoniaku czy chloru. Atmosfera w komorze jest poddawana ciągłej recyrkulacji pomiędzy filtrami pary wodnej (gdzie stosowane są najczęściej sita molekularne) i filtrami tlenu (np. ogrzana miedź). Co jakiś czas (kilka miesięcy) należy przeprowadzić kilkudniową tzw. regenerację filtrów, która jest wykonywana automatycznie przez układ sterujący. W nowoczesnych gloveboxach w przypadku wykrycia awarii któregoś z urządzeń lub nieszczelności, układ sterujący podnosi alarm i wypełnia komorę gazem obojętnym do maksymalnego możliwego ciśnienia w celu zapobieżenia przedostaniu się powietrza do wnętrza i zniszczeniu substancji wewnątrz.
Pracę z dry-boxem rozpoczyna się od umieszczenia badanych substancji i innej niezbędnej aparatury w śluzie, następnie kilkukrotnego odpompowania i wypełnienia jej atmosferą z komory, a na końcu przeniesienia materiałów ze śuzy do wnętrza. Wszelkie operacje wykonuje się za pomocą chemicznie odpornych gumowych rękawic.

Alternatywą dla pracy z użyciem dry-boxów' jest stosowanie linii próżniowej i kolb Schlenka, subaselów i cannul (tzw. technika Schlenkowa) lub ampuł i trójników (tzw. technika wysokiej próżni).